# Ese Ejja

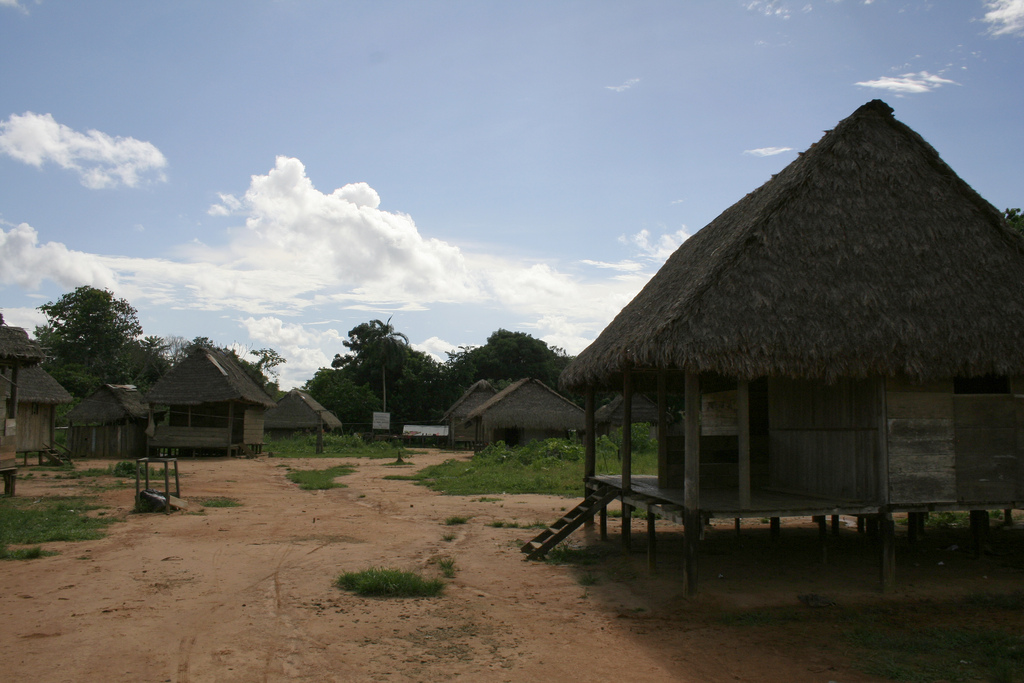
Ein Dorf der Ese Ejja im Tambopata Reservat – Peru

Die Ese Ejja (auch Chama, Ese Eja, Ese Exa, Ese'ejja, Huarayo, Tambopata-Guarayo oder Tiatinagua) sind ein indigenes Volk in Bolivien und Peru, im südwestlichen Amazonasbecken. Es leben noch unter 2000 Ese Ejja in Bolivien in den Departamentos Pando und Beni an den Ausläufern der Flüsse Beni und Madre de Dios. In Peru leben sie entlang der Flüsse Río Tambopata und Río Heath, in der Nähe von Puerto Maldonado. Die Ese Ejja sind traditionell Jäger und Sammler, Bauern, Förster und Fischer.

## Etymologie
Ihr Name leitet sich vom Autonym Ece'je ab, was „(wahre) Menschen“ bzw. „(wahres) Volk“ bedeutet.

## Sprache
Die Sprache der Ese Ejja ist eine Takana-Sprachen, die von allen Altersgruppen gesprochen und in lateinischer Schrift geschrieben wird. Für diese Sprache wurde ein Wörterbuch erstellt.

## Glauben
Ihr Glaube ist animistisch, totemistisch und naturmagisch, da für sie alle Dinge, seien sie belebt oder unbelebt, als beseelte Entitäten gelten, mit denen man als Schamane kommunizieren kann.